# Volgogrado Arena
El Volgogrado Arena (del ruso: Волгоград Арена) es un estadio de fútbol de la ciudad de Volgogrado, Rusia. El estadio fue construido debido a la designación de Rusia como país anfitrión de la Copa Mundial de Fútbol de 2018. El recinto comenzó a construirse en 2014 en el sitio en el que se erigía el antiguo Estadio Central en el que jugaba sus partidos como local el Rotor Volgogrado, que es también quien usa el nuevo estadio. Tiene una capacidad total de 45 568 espectadores sentados y la máxima distinción de la UEFA.

## Historia
El estadio fue diseñado por el FSUE de Moscú "Sport-Engineering", que ganó una competencia abierta. El contratista general de la construcción es Stroytransgaz.
El costo total del proyecto, incluido el trabajo de construcción real, primero fue estimado por las autoridades locales en 10 mil millones de rublos. En octubre de 2014, el costo preliminar de la construcción del estadio de Volgogrado para la Copa Mundial de Fútbol de 2018 se estimó en 17 mil millones de rublos.
Más tarde, los medios escribieron en detalle sobre las fuentes de financiamiento para los preparativos de la Copa Mundial 2018 en Volgogrado. Se anunció que la mayoría de los fondos se asignan del presupuesto federal, así como de fuentes extrapresupuestarias. A partir de diciembre de 2016, el costo del estadio, incluidos los trabajos de construcción e instalación y diseño, fue de 16 367 mil millones de rublos.
La capacidad del estadio será de aproximadamente 45 mil asientos, incluyendo 2280 lugares para la prensa y 640 asientos vip, 460 asientos para representantes de grupos de población de baja movilidad.
La principal distinción arquitectónica del Volgogrado Arena es el tejado atirantado más grande de Rusia, que será una especie de rueda de bicicleta hecha de cuerdas de acero de alta resistencia. La forma cónica y decreciente de la fachada asegurará la colocación más compacta del estadio en un lugar histórico. Los colores de las lonas del anillo del techo son blancos y azules, en honor a los colores del Rotor Volgogrado, el club más importante de la ciudad e inquilino del estadio.

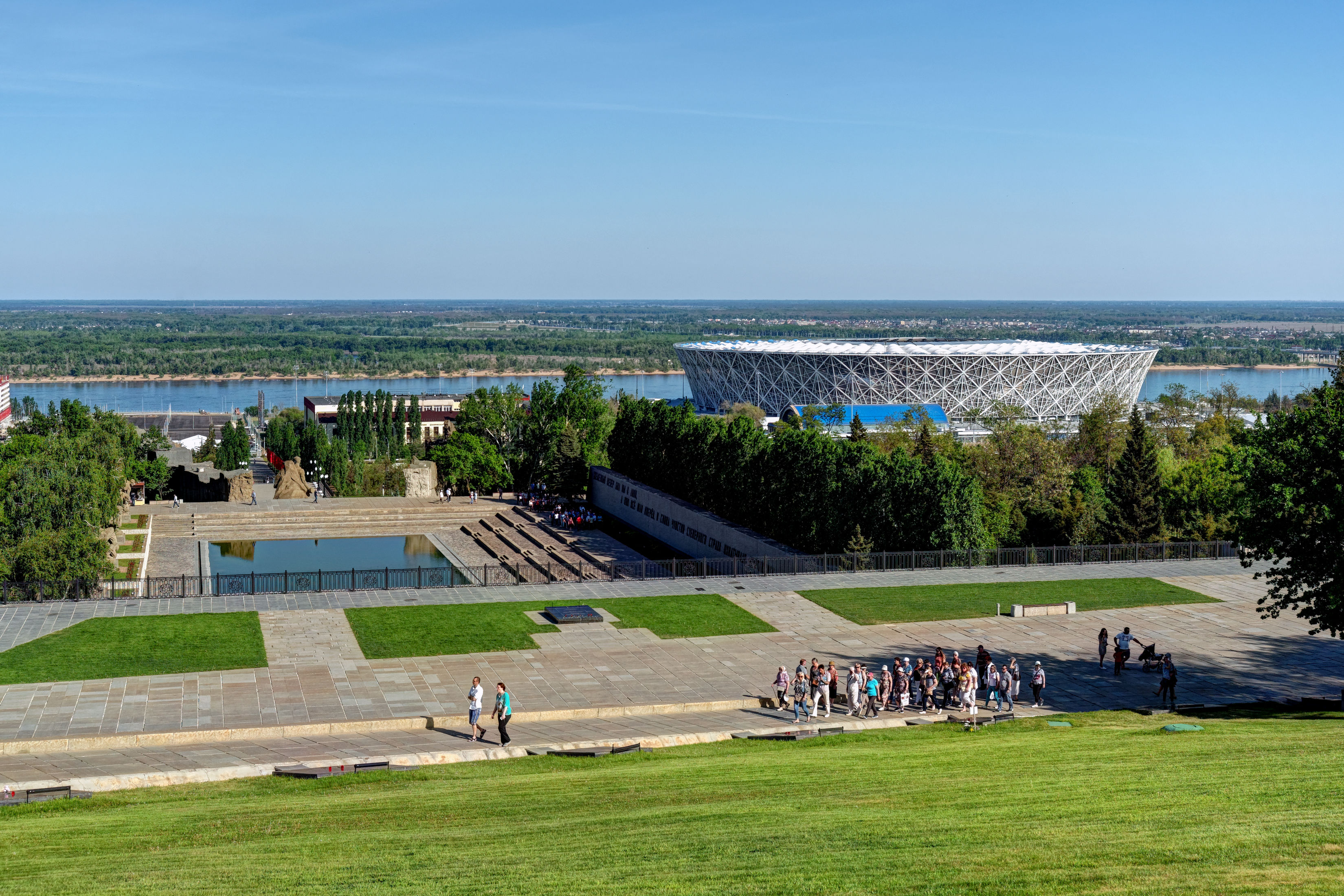
El estadio visto desde la colina Mamayev Kurgan.

El recinto cuenta con 42 ascensores, de los que 24 son adaptados para discapacitados. El ornamento que forman las estructuras autoportantes de la fachada alude a la tradición local de la cestería y los fuegos artificiales en honor de la Victoria en la Segunda Guerra Mundial.
El estadio acogió el 9 de mayo de 2018 la final de la Copa de Rusia, que fue disputada por los insólitos finalistas FC Tosno y el Avangard Kursk, que acabó con victoria de los primeros por dos goles a uno. Era la primera vez que los equipos jugaban una final de copa. El Tosno, en ese momento, era penúltimo en la Liga Premier, y el Avangard militaba en segunda división.

### Servicios para espectadores
Los espectadores tendrán acceso a los siguientes servicios adicionales: 
- Apoyo informativo brindado por voluntarios
- Información (punto de registro de menores, punto para dejar los coches de niño, oficina de objetos perdidos).
- Consigna.
- Audioguías para las personas invidentes o con problemas de visión.

Además, las instalaciones están dotados de elevadores, rampas y torniquetes para los espectadores con movilidad reducida. Uno de los sectores de la gradería estás adaptado para personas con discapacidad.

### Seguridad
Para el Campeonato Mundial de Futbol-2018 el estadio contará con sistemas de alarma y aviso, detectores de metales, escáneres de líquidos peligrosos y sustancias explosivas y 30 puestos de vigilancia permanente.

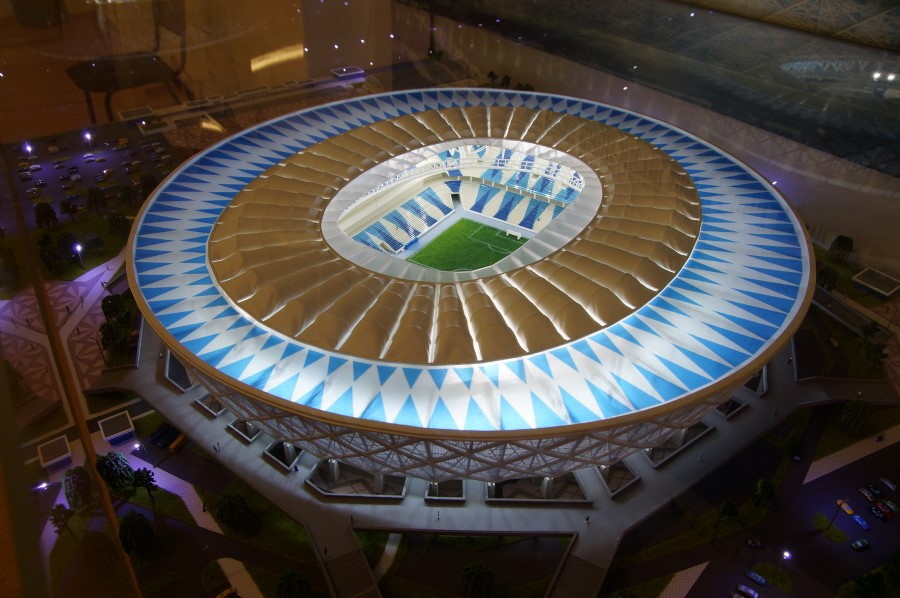
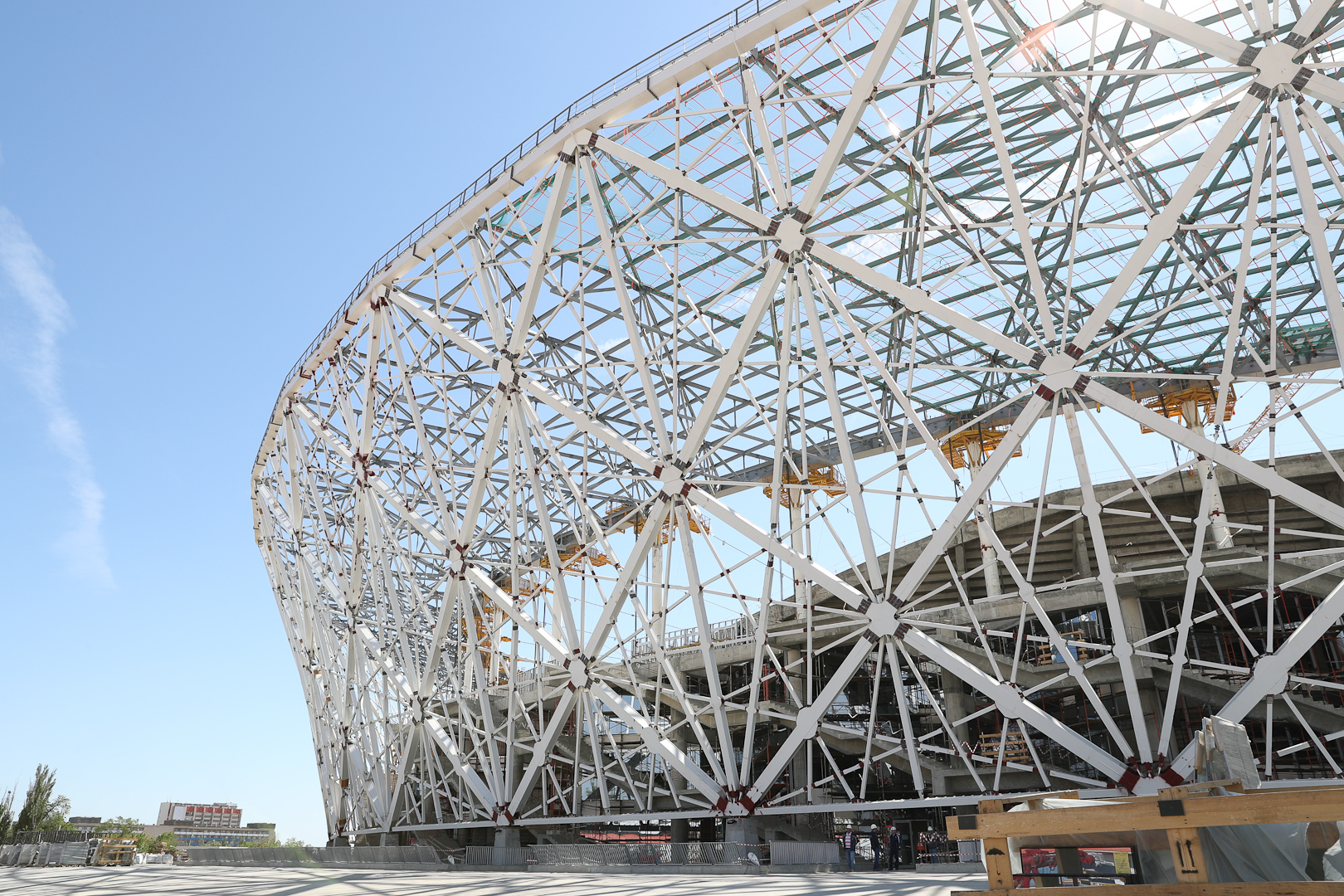
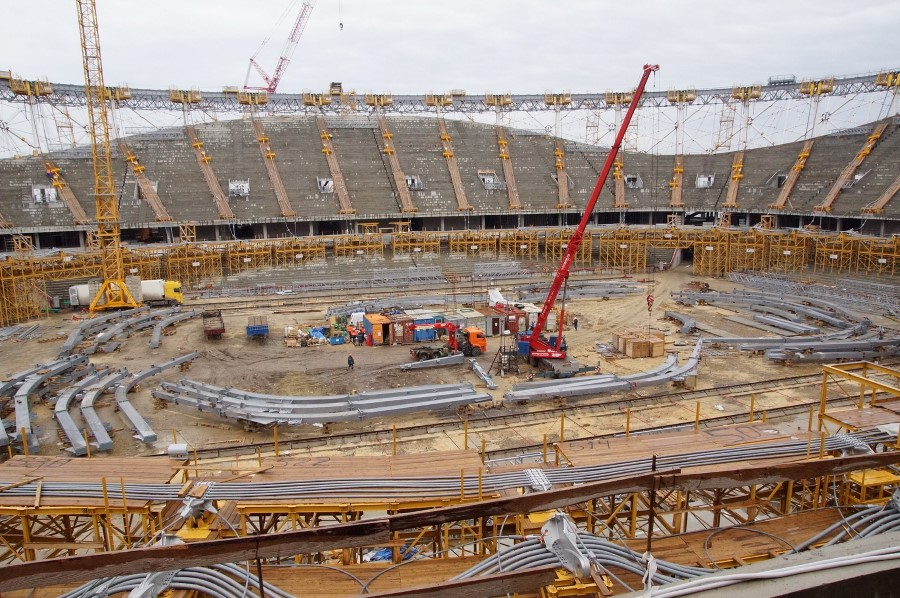
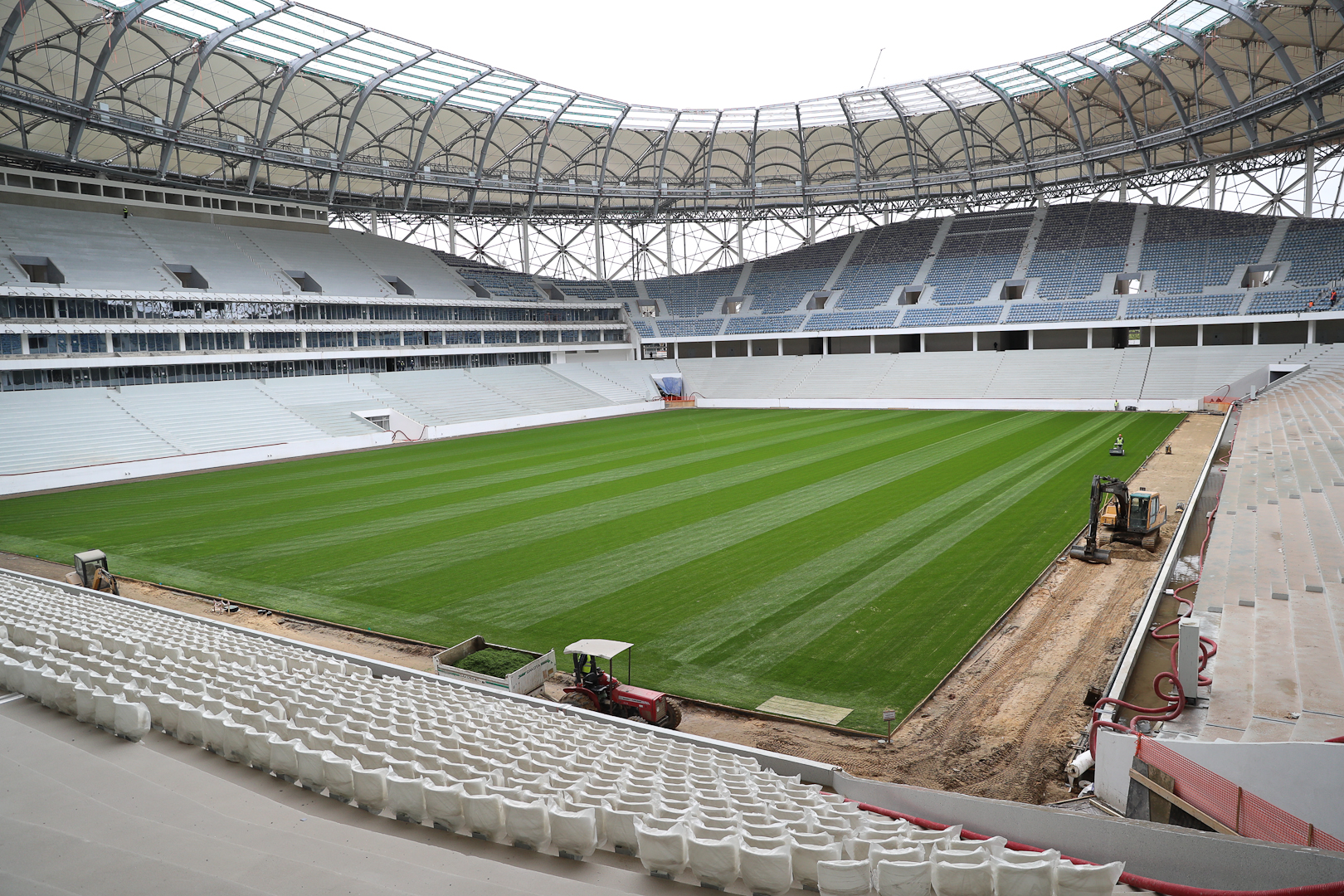

## Eventos

### Copa Mundial de Fútbol de 2018

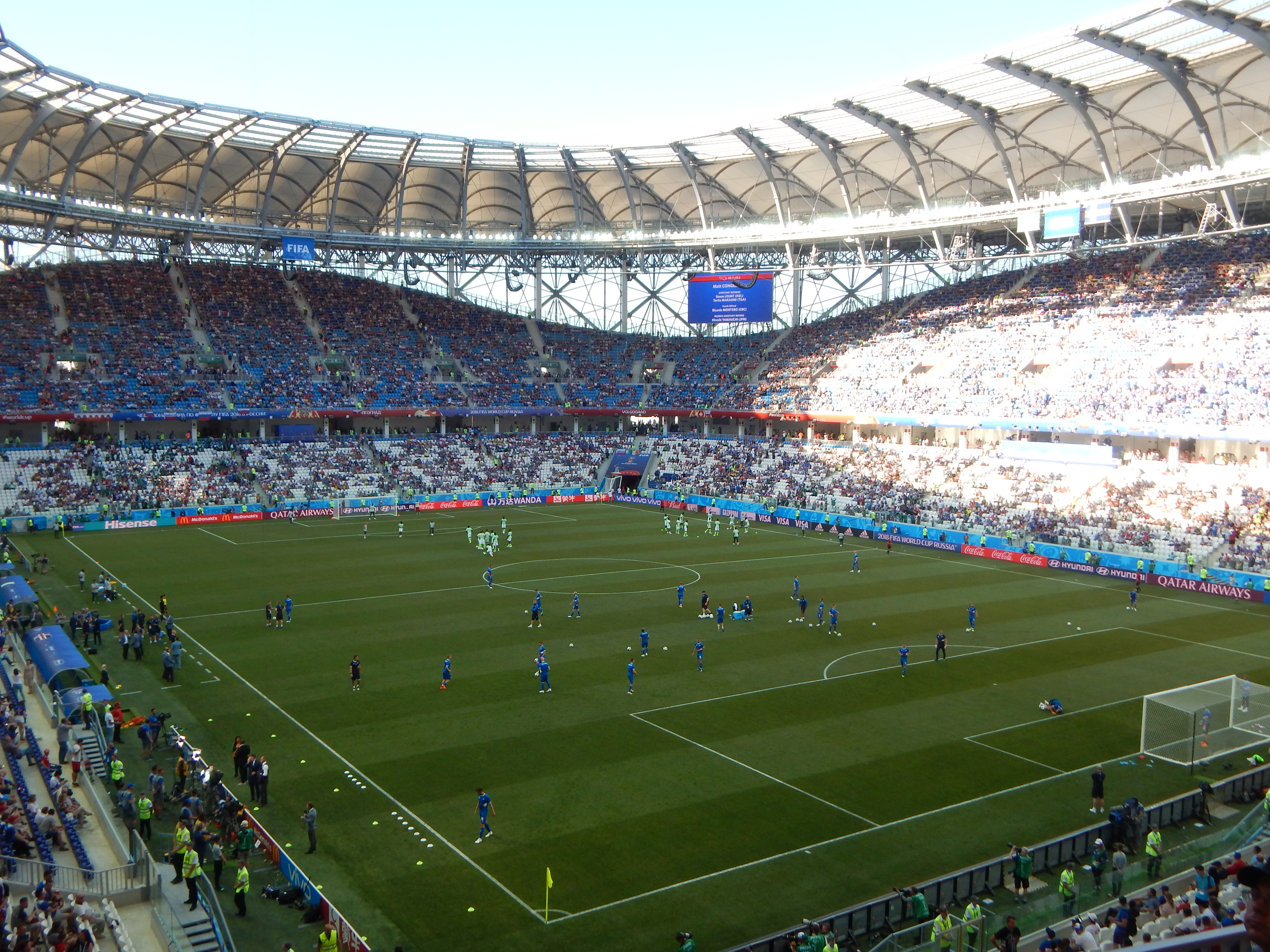
Partido entre e del Mundial 2018.

Este estadio fue una de las sedes de la Copa Mundial de Fútbol de 2018. Albergara los siguientes partidos:
| Fecha               | Fase         | Equipo         |                           | Resultado |                       | Equipo     | Espectadores |
| ------------------- | ------------ | -------------- | ------------------------- | --------- | --------------------- | ---------- | ------------ |
| 18 de junio de 2018 | Primera fase | Túnez          | Bandera de Túnez          | 1:2       | Bandera de Inglaterra | Inglaterra | 42 834       |
| 22 de junio de 2018 | Primera fase | Nigeria        | Bandera de Nigeria        | 2:0       | Bandera de Islandia   | Islandia   | 40 904       |
| 25 de junio de 2018 | Primera fase | Arabia Saudita | Bandera de Arabia Saudita | 2:1       | Bandera de Egipto     | Egipto     | 36 823       |
| 28 de junio de 2018 | Primera fase | Japón          | Bandera de Japón          | 0:1       | Bandera de Polonia    | Polonia    | 42 189       |

## Uso del estadio después del Mundial-2018
Una vez finalizado el Campeonato, la instalación se utilizará como la sede principal del Club de Fútbol Rótor. Se planea usarla también para celebración de eventos masivos culturales y deportivos, al igual que fiestas, exposiciones y conciertos. El edificio albergará un gimnasio.